# فيليكس إرليخ
فيليكس إرليخ (بالألمانية: Felix Ehrlich)‏ هو كيميائي وعالم كيمياء حيوية ألماني، ولد في 16 يونيو 1877 في Harriehausen ‏ في ألمانيا، وتوفي في 1942 في Oborniki Śląskie ‏ في بولندا.